# Pulau Lingayan
Pulau Lingayan är en ö i Indonesien.   Den ligger i provinsen Sulawesi Tengah, i den norra delen av landet, 1 700 km nordost om huvudstaden Jakarta. Arean är 1,4 kvadratkilometer.
Terrängen på Pulau Lingayan är platt. Öns högsta punkt är 40 meter över havet. Den sträcker sig 2,1 kilometer i nord-sydlig riktning, och 2,0 kilometer i öst-västlig riktning.